# Comuna Moțăieni, Dâmbovița
Moțăieni este o comună în județul Dâmbovița, Muntenia, România, formată din satele Cucuteni și Moțăieni (reședința).

## Așezare
Comuna se află în zona deluros-montană din nordul județului, și este străbătută de șoseaua DN71, care leagă Târgoviște de Sinaia.

## Demografie
Componența etnică a comunei Moțăieni
     Români (94,88%)
     Alte etnii (0%)
     Necunoscută (5,12%)
Componența confesională a comunei Moțăieni
     Ortodocși (93,23%)
     Alte religii (1,01%)
     Necunoscută (5,76%)
Conform recensământului efectuat în 2021, populația comunei Moțăieni se ridică la 1.876 de locuitori, în scădere față de recensământul anterior din 2011, când fuseseră înregistrați 2.069 de locuitori. Majoritatea locuitorilor sunt români (94,88%), iar pentru 5,12% nu se cunoaște apartenența etnică. Din punct de vedere confesional, majoritatea locuitorilor sunt ortodocși (93,23%), iar pentru 5,76% nu se cunoaște apartenența confesională.

## Politică și administrație
Comuna Moțăieni este administrată de un primar și un consiliu local compus din 11 consilieri. Primarul, Florin Iordache[*], de la Partidul Național Liberal, este în funcție din 2012. Începând cu alegerile locale din 2024, consiliul local are următoarea componență pe partide politice:
|  | Partid                    | Consilieri | Componența Consiliului | Componența Consiliului | Componența Consiliului | Componența Consiliului | Componența Consiliului | Componența Consiliului | Componența Consiliului |
|  | ------------------------- | ---------- | ---------------------- | ---------------------- | ---------------------- | ---------------------- | ---------------------- | ---------------------- | ---------------------- |
|  | Partidul Național Liberal | 7          |                        |                        |                        |                        |                        |                        |                        |
|  | Partidul Social Democrat  | 4          |                        |                        |                        |                        |                        |                        |                        |

## Istorie
La sfârșitul secolului al XIX-lea, comuna făcea parte din plaiul Ialomița-Dâmbovița din județul Dâmbovița, și era formată din satele Moțăeni, Berevoești, Ialomicioara și Fieni, cu o populație de 2000 de locuitori. În comună funcționau două biserici, două școli și trei mori de apă.
În 1925, comuna avea în compunere satele Berevoiești, Fieni și Moțăieni și făcea parte din plasa Pucioasa a aceluiași județ, având 2100 de locuitori.
În 1950, comuna a trecut în raionul Pucioasa din regiunea Prahova și apoi (după 1952) la raionul Târgoviște din regiunea Ploiești. În 1968, a revenit la județul Dâmbovița, reînființat.